# Куго-Ея
Ку́го-Е́я — река в Ростовской области и Краснодарском крае, крупнейший правый приток Еи. Длина 108 км, площадь водосборного бассейна 1260 км². Представляет собой сильно заболоченную и пересыхающую летом реку с незначительным стоком из-за многих плотин, перегораживающих русло.

## Течение
Куго-Ея в верхнем течении протекает по территории Ростовской области, в нижнем — по Краснодарскому краю.

## Название
Первая часть гидронима происходит от слова куга — высокая, водяная, трубчатое растение из семейства осоковых. Река дала название станице Кугоейской и хутору Подкугоейскому.

## Бассейн
- Куго-Ея
  - Мокрая Грязнуха — (п)
  - Егорлычёк — (п)
  - Гайдамачка — (л)[4]
  - Терновая — (п)[4]
  - б. Тюптина — (п)[4]
  - б. Сиротинная — (л)[5]
  - Гезова — (л)